# 曲率半徑 (光学)

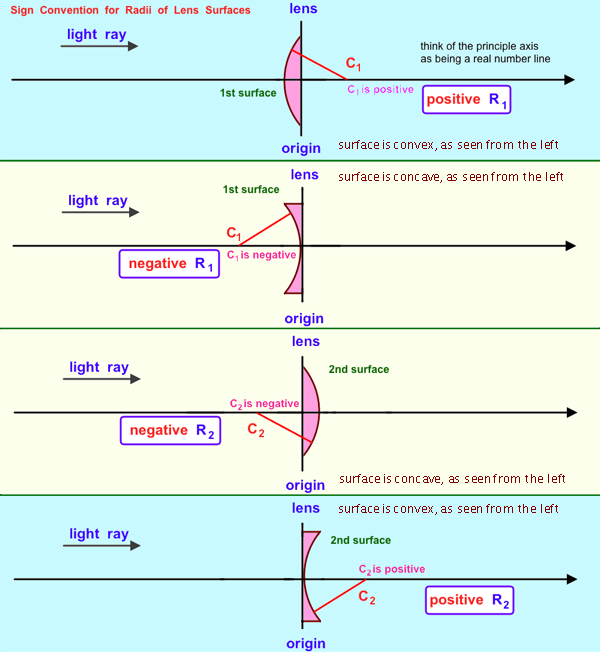
光学上的曲率半径符号约定

在光学，尤其是光学透镜设计中，曲率半径有特定的定义及正负号约定。对于球面透镜或反射镜，该球面的球心称作曲率中心，位于该光学系统的光轴上；镜面的表面顶点则是光轴上另一点。从顶点到曲率中心的距离称为该表面的曲率半径。
对于非球面镜面，则可将镜面傍轴的区域拟合合为球面并求出其曲率半径，从而便可对其使用球面镜成像的结论。

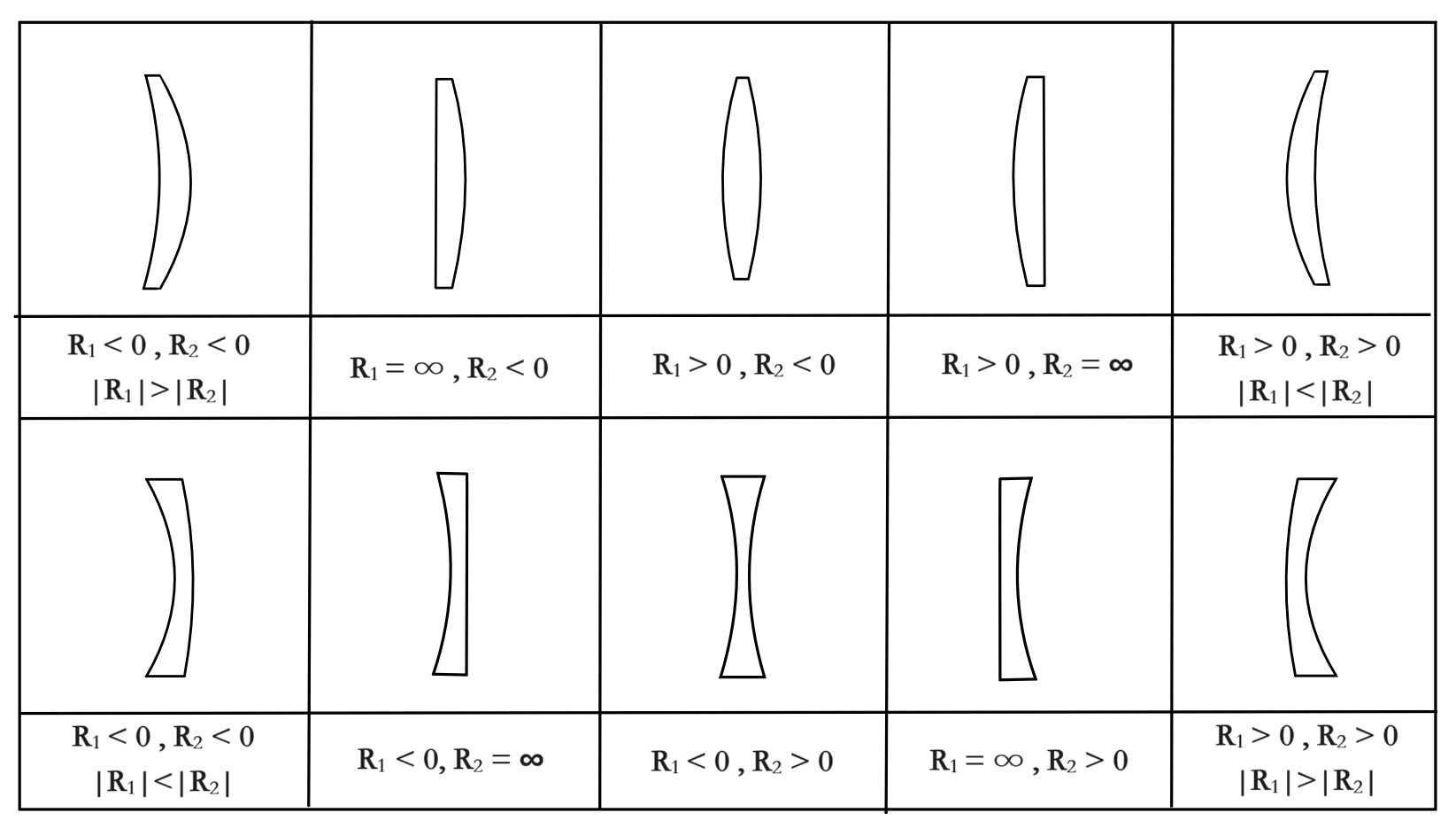
高斯约定下，各种透镜镜面的曲率半径符号约定以及相应的关系（设观察者在左方，光轴从左往右，其中、分别指的是左边和右边镜面的曲率半径）。

各国的光学文献对几何光学成像中线段和距离的正负号规定并不统一。许多本科物理教科书采用“高斯约定”（或称“笛卡尔符号约定”）：由指定的点（譬如折射点）沿光线行进的方向运动所构成的线段为正，反之为负。若采用这种规定，并且设光轴从左往右（即观察者在左方），那么：
- 如果顶点位于曲率中心左侧，则镜面的曲率半径为正。
- 如果顶点位于曲率中心右侧，则镜面的曲率半径为负。

比如从侧面看一块双凸透镜，其左表面曲率半径为正，右表面曲率半径为负，而双凹透镜则正好相反。如果镜面是平面，那么该面的曲率半径无穷大。
此外，也有令凹面镜曲率半径为正，凸面镜曲率半径为负的。

## 非球面
具有非球面轮廓的光学表面（例如非球面镜的表面）也可定义曲率半径。表面的轮廓通常可以用以下方程来描述：{\displaystyle R_{1}}
{\displaystyle z(r)={\frac {r^{2}}{R\left(1+{\sqrt {1-(1+K){\frac {r^{2}}{R^{2}}}}}\right)}}+\alpha _{1}r^{2}+\alpha _{2}r^{4}+\alpha _{3}r^{6}+\cdots ,}
其中光轴沿{\displaystyle z}方向，{\displaystyle z(r)}是表面上与光轴距离为{\displaystyle r}处的一点在{\displaystyle z}方向的位移（顶点处为位移零点，意即当{\displaystyle r=0}时，{\displaystyle z(r)=0}）。总可以通过适当选取{\displaystyle R}和{\displaystyle K}，使得参数{\displaystyle \alpha _{1}}和{\displaystyle \alpha _{2}}为零，此时{\displaystyle R}即可看作曲率半径， {\displaystyle K}为顶点（{\displaystyle r=0}）处的圆锥常数。系数{\displaystyle \alpha _{i}}描述表面与由{\displaystyle R}和{\displaystyle K}确定的轴对称二次曲面的偏差。 